# Nagykeresztúr
Nagykeresztúr è un comune dell'Ungheria di 305 abitanti (dati 2001). È situato nella contea di Nógrád.